# Amparo Poch y Gascón

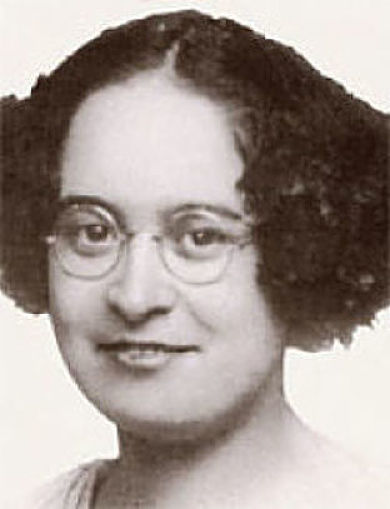
Amparo Poch y Gascón

Amparo Poch y Gascón (* 15. Oktober 1902 in Saragossa; † 15. April 1968 in Toulouse) war eine spanische Medizinerin, Autorin, Anarchistin und Syndikalistin. Sie war eine der Gründerinnen der anarchafeministischen Organisation Mujeres Libres.

## Leben
Amparo Poch y Gascón wuchs als Tochter eines Militärs in Saragossa auf. Zwischen 1922 und 1929 studierte sie Medizin, gegen den Willen ihres Vaters. Sie war die zweite Frau, die ein Studium an der medizinischen Fakultät von Saragossa abschloss. Nachdem Poch y Gascón einige Jahre in Saragossa praktiziert hatte, eröffnete sie im Oktober 1935 eine Praxis für die Behandlung von Frauen und Kindern in Madrid. Als Autorin setzte sie sich in Fachartikeln mit der Geburtenkontrolle, der Sexualhygiene und der Eindämmung von Sexualkrankheiten auseinander. Poch y Gascón war aktives Mitglied der Gesundheitsgewerkschaft der Confederación Nacional del Trabajo (CNT).
1936 gründete sie gemeinsam mit Lucía Sánchez Saornil und Mercedes Comaposada die Föderation Mujeres Libres, welche sich für die Befreiung der Arbeiterinnen einsetzte. In ihren Artikeln in der Zeitschrift der Föderation sprach sich Amparo Poch y Gascón für außereheliche Beziehungen aus. Sie kritisierte die sexuelle Doppelmoral, die sie in der Wechselwirkung zwischen der Institution der Ehe und der Prostitution verwirklicht sah. Demgegenüber setzte sie die sexuelle Freiheit und das Recht auf sexuelle Befriedigung der Frauen. Sie befürwortete die freie Liebe und lehnte die Monogamie ab, die sie mit dem Kapitalismus und dem Privateigentum verband.
Ab Mitte der 1930er Jahre war Poch y Gascón Mitglied des von Ángel Pestaña gegründeten Partido Sindicalista. Daneben war sie ein führendes Mitglied der pazifistischen Liga Hispánica contra la Guerra (Spanische Liga gegen den Krieg), welche vergeblich versuchte, den Spanischen Bürgerkrieg zu verhindern. Nach Beginn des Krieges im Sommer 1936 schloss sich Amparo Poch y Gascón der Miliz Ángel Pestaña an, wo sie als Ärztin tätig war. Während der Amtszeit von Federica Montseny als spanische Gesundheitsministerin (November 1936 bis Mai 1937) arbeitete sie im Gesundheitsministerium der Republik. Dort organisierte sie unter anderem die medizinische Infrastruktur an der Front und die Ausreise von Kindern aus dem Kriegsgebiet nach Mexiko, Russland und Frankreich. Ab Herbst 1937 leitete sie das Casal de la Dona Treballadora (Haus der Arbeiterin) in Barcelona, wo kostenlose Fortbildungskurse für Frauen angeboten wurden. Unter ihrer Leitung stieg die Anzahl der Schülerinnen von 150 auf 911. Gelehrt wurde dort unter anderem Lesen und Schreiben, Fremdsprachen, Geschichte, Soziologie, Ökonomie und gewerkschaftliche Organisierung. Zudem wurden Fortbildungskurse für verschiedene Berufe angeboten. Nach dem Sieg des Franquismus im Bürgerkrieg ging sie im Februar 1939 ins Exil nach Frankreich.
1945 ließ sich Poch y Gascón in Toulouse nieder, wo sie als Allgemeinmedizinerin und Gynäkologin im Hôpital Varsovie arbeitete. Unter anderem versorgte sie dort Guerilleros, die in Spanien gegen das Franco-Regime kämpften. Amparo Poch y Gascón starb am 15. April 1968 nach längerer Krankheit. Ihrem Begräbnis wohnten über zweihundert spanische Exilanten bei. In Saragossa trägt eine Straße und seit 2008 ein Gesundheitszentrum ihren Namen.

## Publikation
- Martin Baxmeyer (Hrsg.): Amparo Poch y Gascón. Biographie und Erzählungen aus der spanischen Revolution. Verlag Graswurzelrevolution, Heidelberg 2018, ISBN 978-3-939045-33-5.